# Pestalotia brassicae
Pestalotia brassicae är en svampart som beskrevs av Guba 1961. Pestalotia brassicae ingår i släktet Pestalotia och familjen Amphisphaeriaceae.   Inga underarter finns listade i Catalogue of Life.